# Berninagruppe
Die Berninagruppe oder meist nur die Bernina ist eine Gebirgsgruppe in den zentralen Ostalpen. Ihr höchster Gipfel, der 4048 m ü. M. hohe Piz Bernina, ist der einzige Viertausender der Ostalpen.

## Lage und Begrenzung

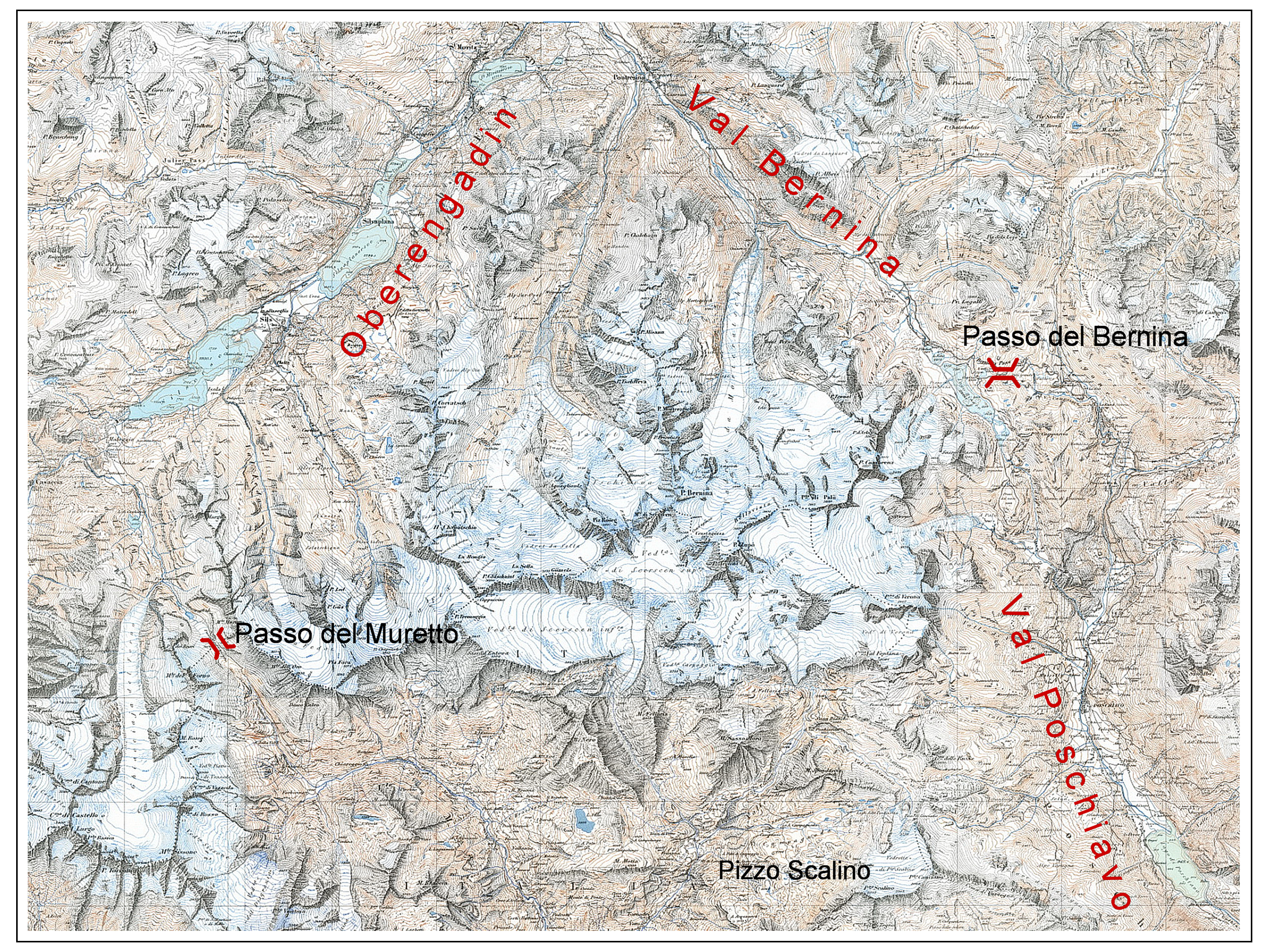
Berninagruppe (Siegfriedkarte, 1893–1902)

Die Bernina erstreckt sich südlich des Oberengadins vom Murettopass im Westen zum Berninapass im Osten. Ihr Hauptkamm ist Teil des Alpenhauptkamms und Wasserscheide zwischen Inn und Donau im Norden sowie Adda und Po im Süden. Im westlichen und zentralen Abschnitt verläuft über sie die Grenze zwischen der Schweiz und Italien. Ihr östlicher Teil ist auch auf der Südseite schweizerisch (Puschlav).
Die Gruppe «Südliches Bergell – Monte Disgrazia» jenseits des Passo del Muretto zählt nicht zur Bernina im eigentlichen Sinne. Im Interesse einer gewissen geografischen Vereinheitlichung werden jedoch beide Berggruppen bisweilen zusammengefasst, so auch in der Alpenvereinseinteilung der Ostalpen unter dem Namen Bernina-Alpen.
Die Schutzhütten des Gesamtgebietes sind dort aufgeführt.

## Name
Die Herkunft des Namens ist bis heute ungeklärt. Barnyna war ein Flurname, der 1429 erwähnt ist, ebenso Pernina (1538 erwähnt). Die Bedeutung des Namens ist nicht bekannt. Ein Personenname Bernin, als Bernini in Oberitalien verbreitet, war vermutlich Namensgeber der Siedlung Bernina Suot und der angrenzenden Alp im Val Minor.

## Aufbau

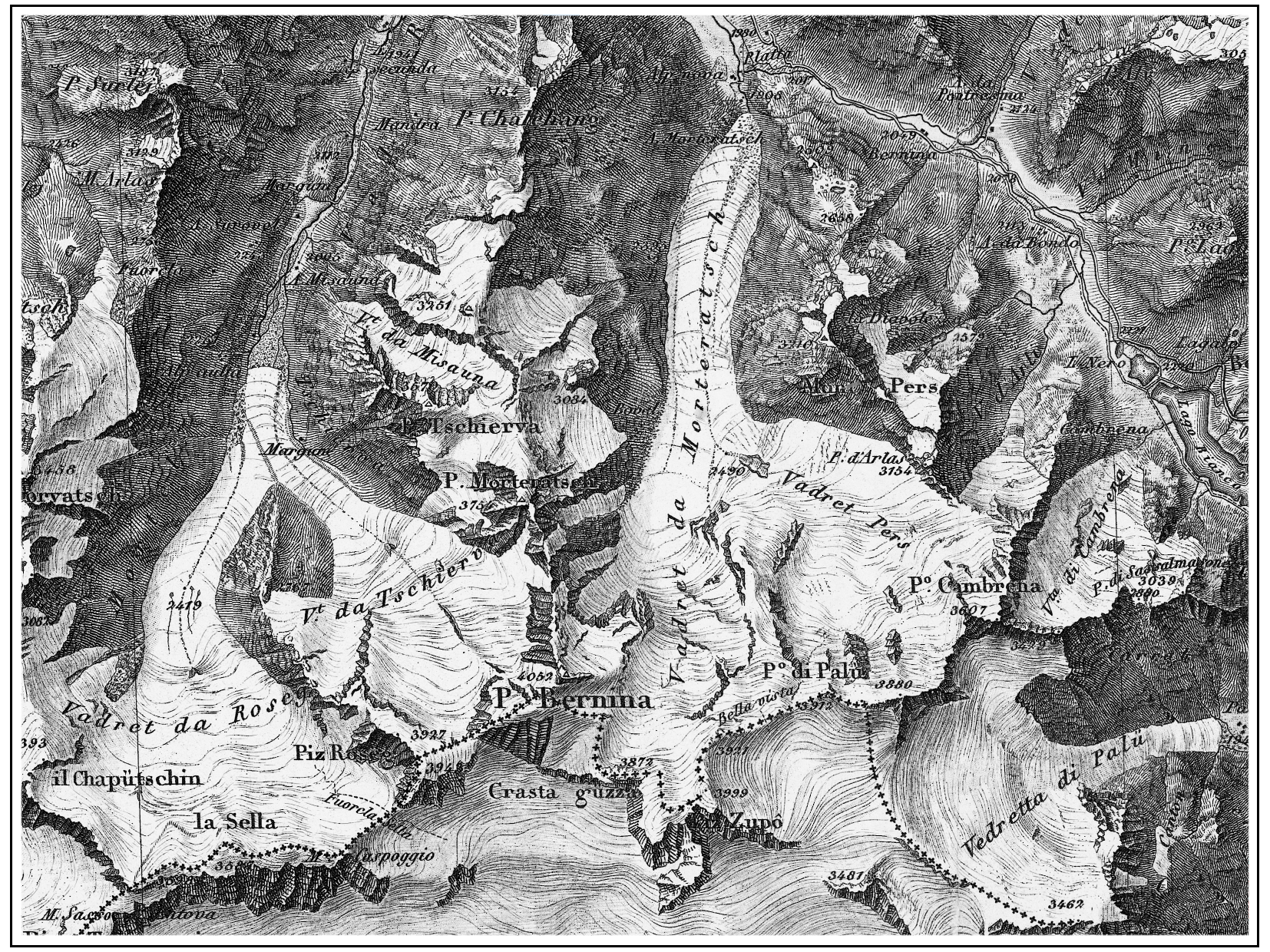
Die höchsten Gipfel der Berninagruppe mit ihren Gletschern auf der Dufourkarte von 1866. Östlich des Piz Bernina: Piz Zupò (3995 m) und Piz Palü (3899 m); westlich: Piz Roseg (3935 m).
Nach Norden zieht vom Piz Bernina ein Bergkamm mit dem Piz Morteratsch (3751 m). Östlich davon liegt das Val Morteratsch, westlich das Val Roseg.

Die Bernina besteht im Wesentlichen aus einer in Ost-West-Richtung verlaufenden Bergkette, die vom Sassal Mason (3032 m) im Osten bis zum Piz Fora (3363 m) im Westen verläuft und im Piz Bernina ihren Höhepunkt hat. Wichtige Gipfel nach Osten hin sind vor allem Piz Zupò und Piz Palü, nach Westen hin vor allem der Piz Roseg und die deutlich niedrigeren Piz Glüschaint, Piz Tremoggia und Piz Fora.
Östlich des Piz Bernina zieht das Val Morteratsch nach Norden, westlich – parallel dazu – das Val Roseg. Zwischen diesen Tälern liegt ein nach Norden ziehender Bergkamm mit den Hauptgipfeln Piz Morteratsch, Piz Tschierva und Piz Chalchagn. Es gibt zwei weitere prägnante Bergkämme, die vom Hauptkamm nach Norden abzweigen: Ein Kamm westlich des Val Roseg mit den Hauptgipfeln Piz Corvatsch und Piz Surlej, und ein Kamm westlich des Val Fedoz mit den Hauptgipfeln Piz Fedoz und Piz da la Margna.
Auf der Südseite bricht die Bernina ohne klare geografische Struktur in mehreren Absätzen und ausgesprochen schroff gegliedert durch die schluchtartigen Täler von Scerscen und Fellaria gegen das Valmalenco, ein Seitental des Veltlins, ab. Im Südosten findet sich mit der Gebirgsgruppe um den Pizzo Scalino (3323 m) die eigenständigste Untergruppe der Bernina. Tief  durch den Pass da Cancian (2463 m) von der Hauptgruppe abgetrennt, besitzt der Pizzo Scalino mit 860 m die mit Abstand grösste Schartenhöhe innerhalb der Berninagruppe nach dem Piz Bernina.

## Geologie
Die Bernina ist Teil einer unterostalpinen Decke, also einer Scholle aus kristallinem Gestein, die aus südlicheren Bereichen aufgeschoben wurde. Nordwestlich von ihr und an ihrem Südrand ist das tiefer liegende, vom Ostalpin überschobene Penninikum sichtbar. Westlich schliessen sich ihr die Bergeller Alpen an, die aus Granit bestehen, der ins Penninikum intrudiert ist. Die Bernina bildet somit geologisch betrachtet das südwestliche Ende der Ostalpen. Weiter westlich finden die geologischen Strukturen der Bernina erst in der Dent-Blanche-Decke der zentralen Walliser Alpen eine Art von Fortsetzung.

## Gletscher

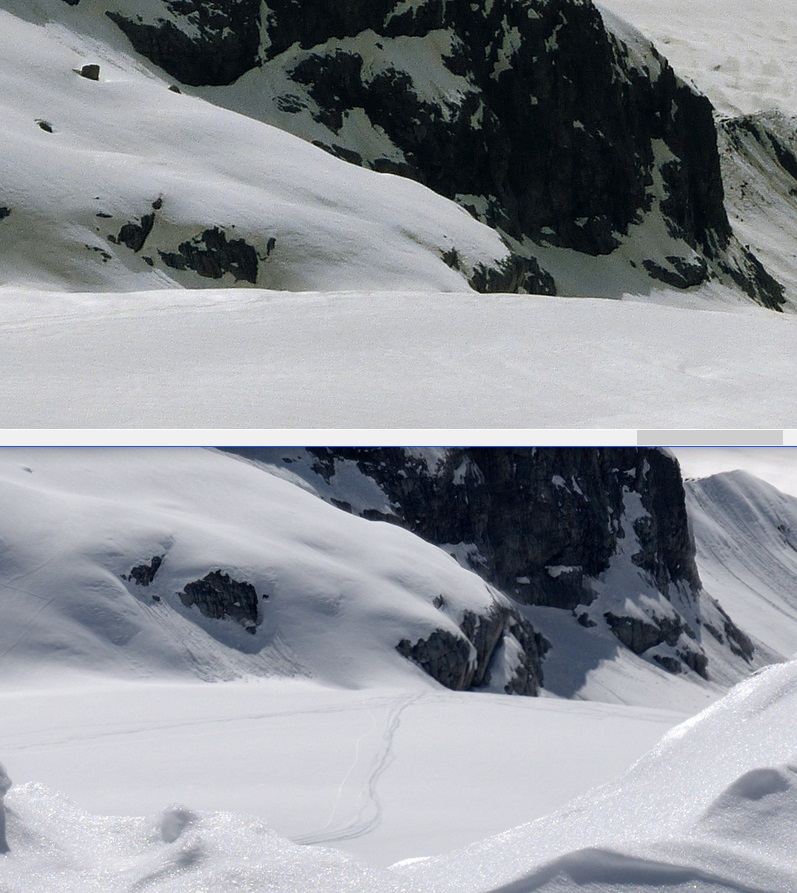
Gletscherschwund 2013 (oben) – 2019 (unten)

Aus den grössten Firnbecken des Gebietes fliessen im Val Morteratsch die Zungen von Morteratsch- und Persgletscher ab, die sich noch bis 2015 unterhalb der Isla Pers vereinigten. Das Val Roseg wird im oberen Teil von Tschierva- und Roseggletscher ausgefüllt. Beide Täler entwässern nordseitig über den Flaz in den Inn. Im Osten liegen der Palü- und der Cambrenagletscher, im Süden die Gletscher von Scerscen und Fellaria.
Wie nahezu alle Alpengletscher sind auch die Gletscher der Berninagruppe im Rahmen der globalen Erwärmung von umfassendem Schwund betroffen. Alle Gletscher der Gruppe haben in den letzten Jahrzehnten, insbesondere seit etwa 1990, deutlich an Länge und Masse verloren. So verkürzte sich bspw. der Morteratschgletscher zwischen 1900 und 2017 um etwa 2500 Meter.

## Bedeutende Berge über3500m
- Piz Bernina, 4048 m
- Piz Zupò, 3995 m
- Piz Scerscen, 3970 m
- Piz Argient, 3943 m
- Piz Roseg, 3935 m
- Bellavista, 3921 m
- Piz Palü, 3899 m
- Crast’ Agüzza, 3870 m
- Piz Morteratsch, 3751 m
- Piz Cambrena, 3606 m
- Piz Glüschaint, 3594 m
- La Sella, 3584 m
- Piz Tschierva, 3545 m

## Galerie

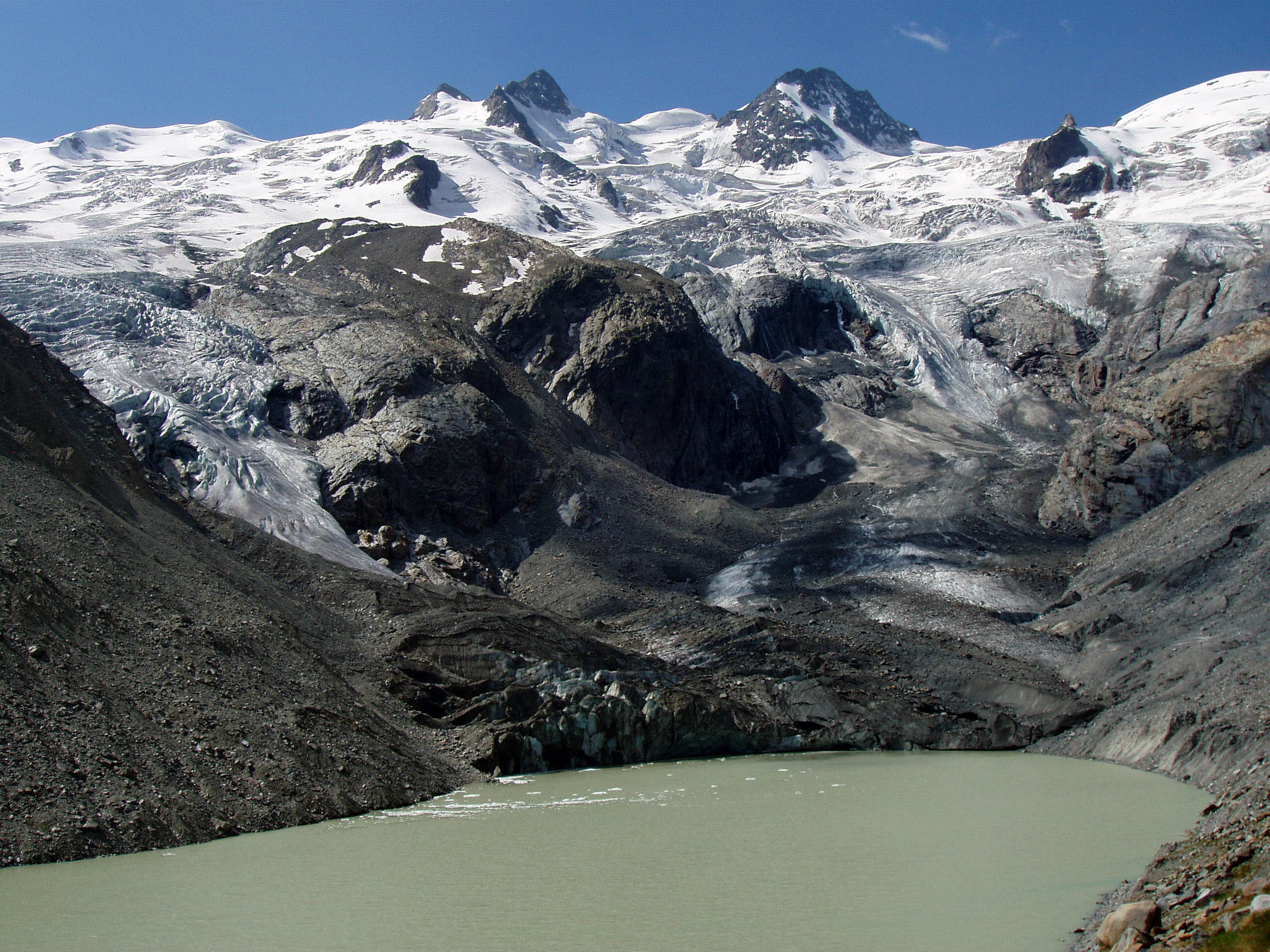
Sellagrat mit Sella- und Roseggletscher, 2005
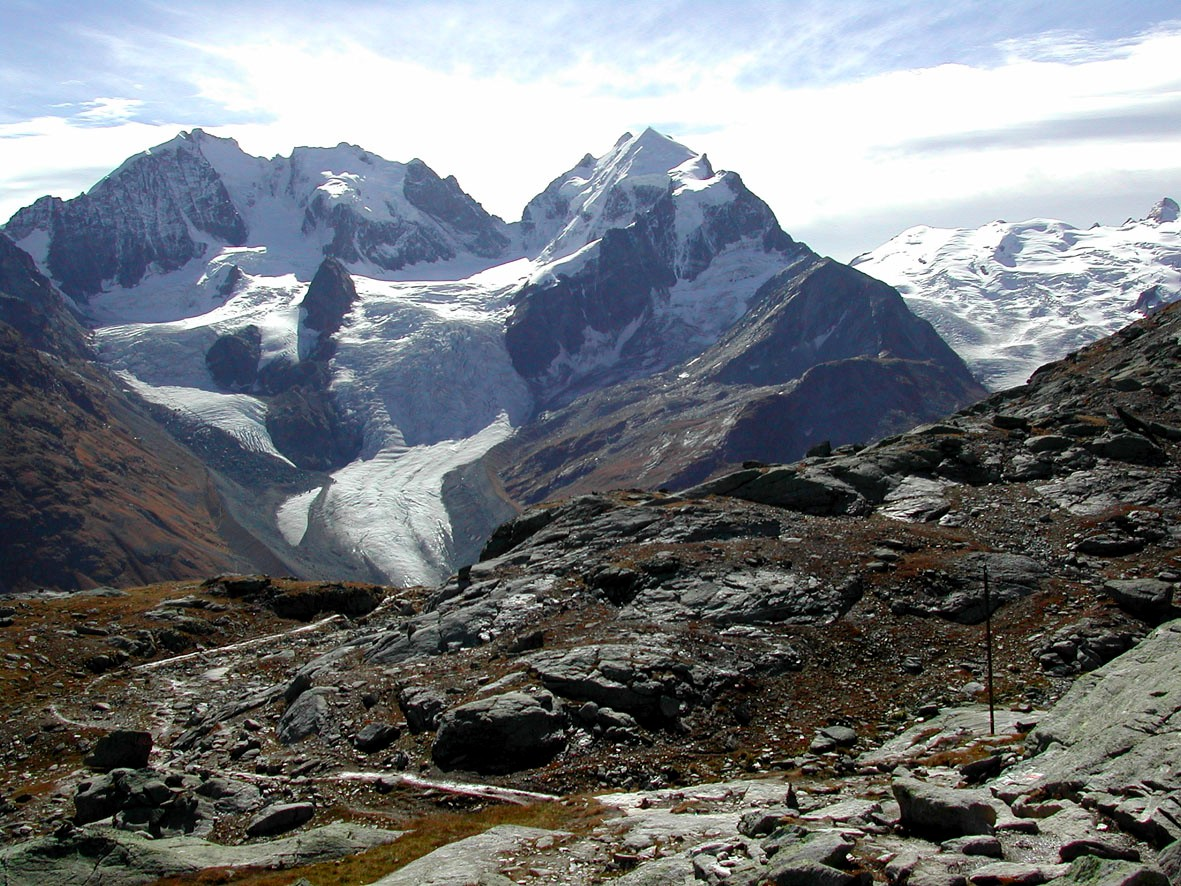
Piz Bernina, Piz Scerscen und Piz Roseg mit Tschiervagletscher von der Fuorcla Surlej, 2004
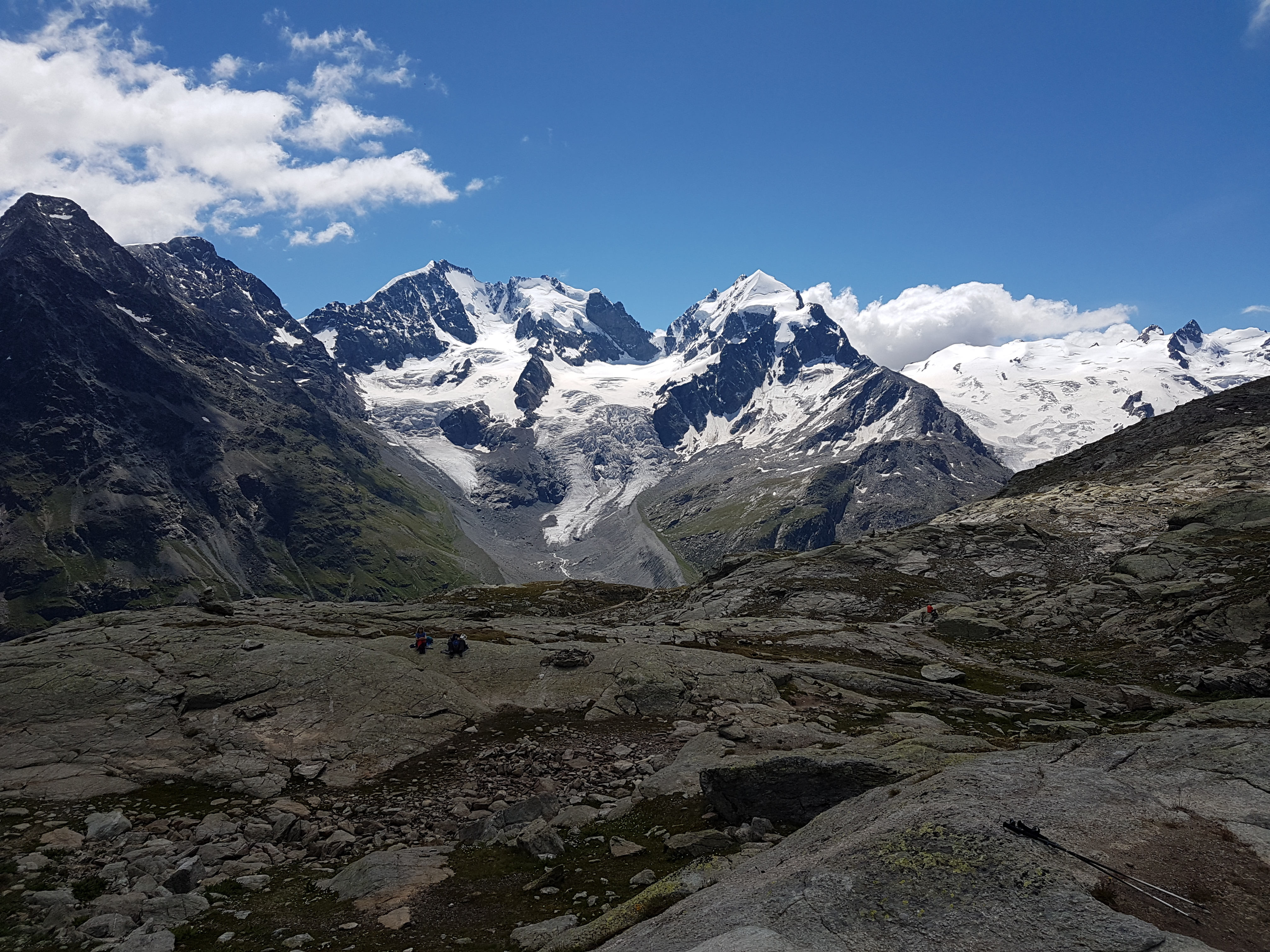
Fuorcla Surlej, Blick auf Berninagruppe, Juli 2020
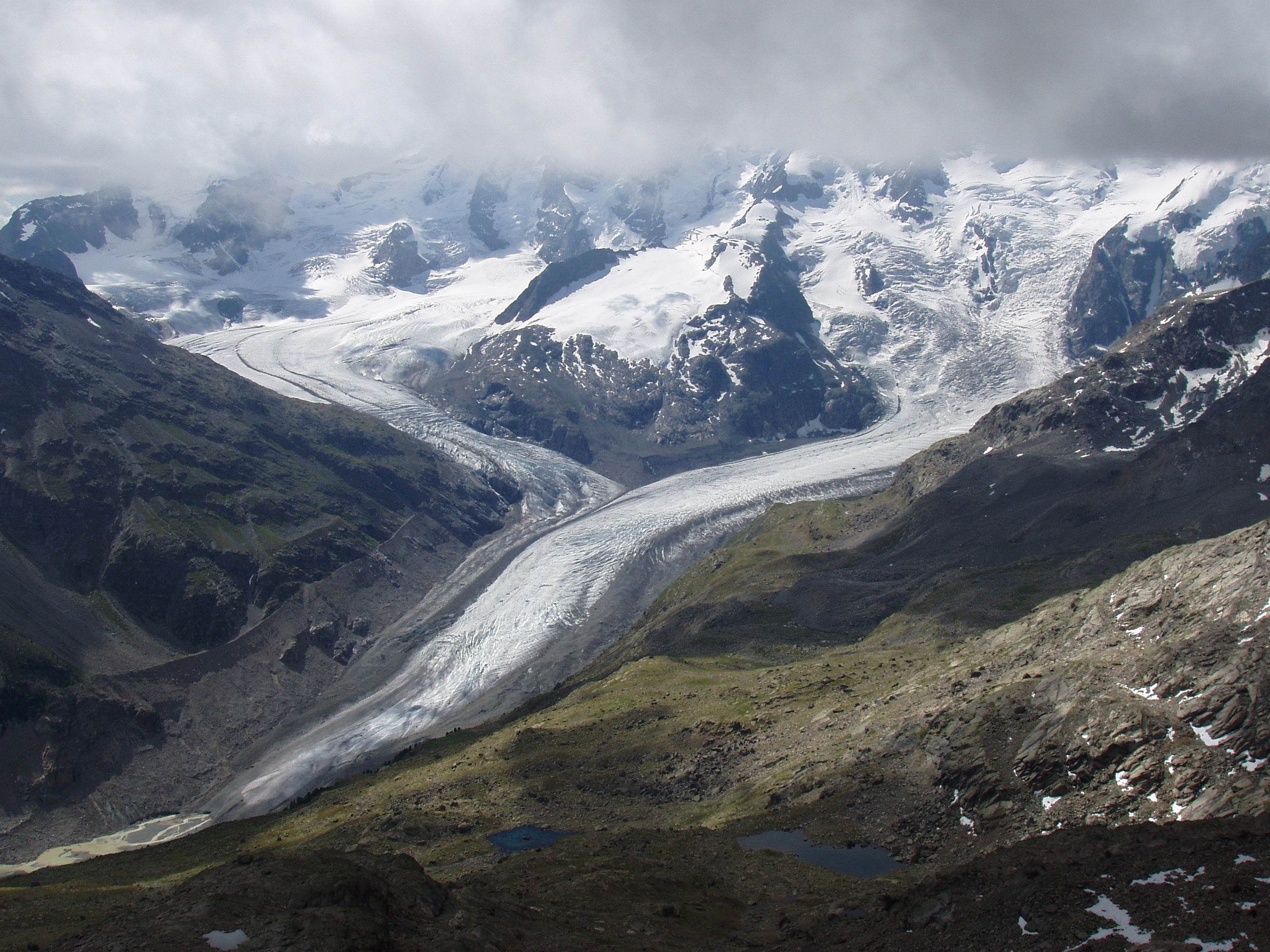
Morteratsch- und Persgletscher 2005, inzwischen sind die Gletscher getrennt
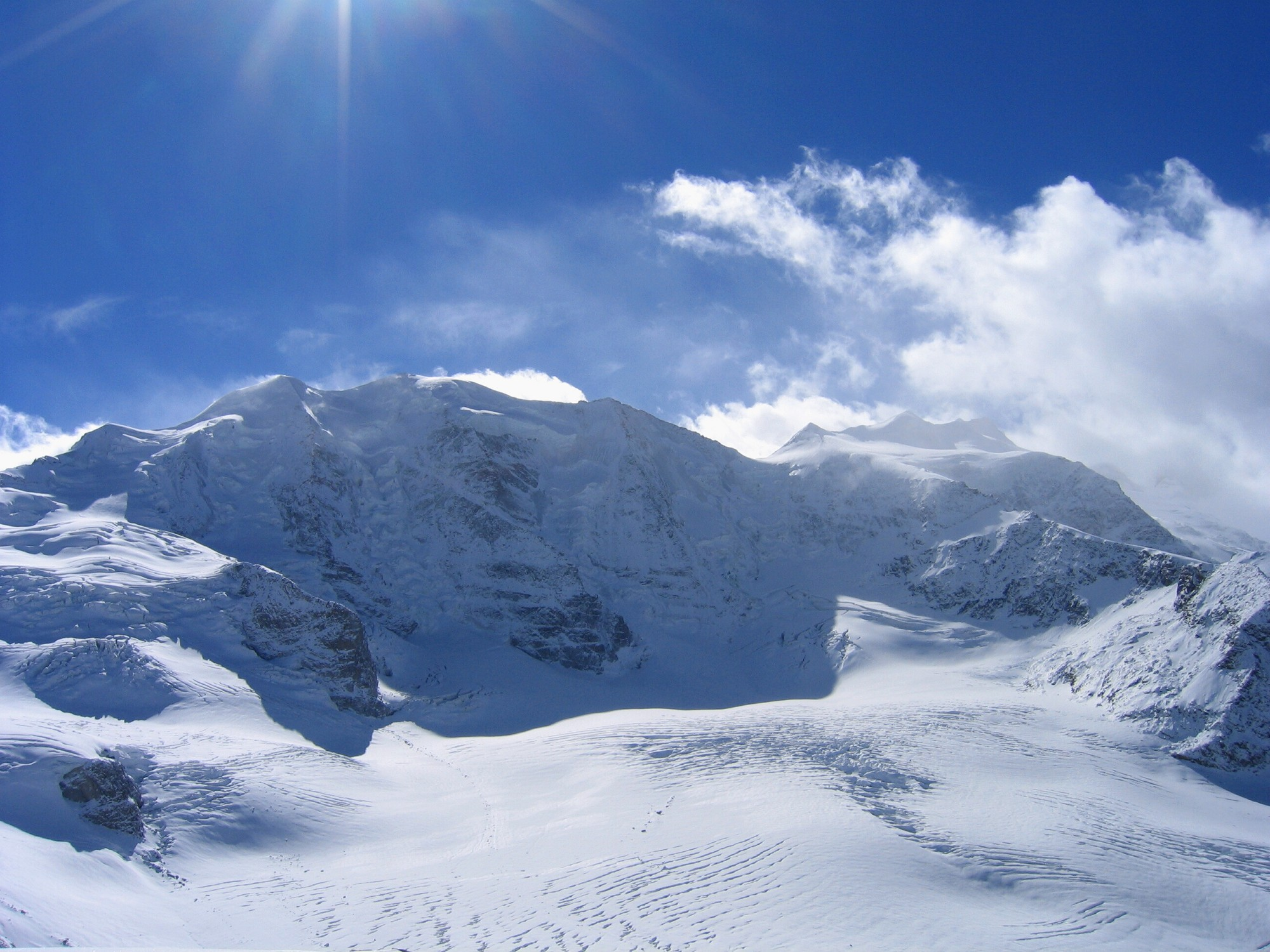
Piz Palü und Bellavista von der Diavolezza, 2004
Fuorcla Surlej, Panorama mit Berninagruppe, Juli 2020